# 王津 (明朝)
王津（16世紀—16世紀），字濟川，河南汝寧府光州商城縣人，明朝政治人物。

## 生平
王津是嘉靖四十年（1561年）的舉人，任上津知縣，如慈母般撫愛百姓，因為正直遭忌諱而辭官回鄉，寄情於詩酒，從異人處學習養生之術，到九十多歲依然像神仙中人。

## 引用
1. 1 2  嘉慶《商城縣志·卷九·人物志》：王津，字濟川，嘉靖辛酉舉人，性恬退有操守，任上津令，撫愛百姓如慈母之哺嬰兒，以抗直見忌，遂掛冠歸，栖遲衡泌寄情於詩酒，得異人傳養生術，年逾九十飄然若神仙中人。 從郡志